# بله ووده (نووی پازار)
بله ووده (به صربی: Bele Vode) یک منطقهٔ مسکونی در صربستان است که در نووی پازار واقع شده‌است.